# Leocadia Santa Cruz
Leocadia Santa Cruz (Guatemala, s. XIX) va ser una pintora guatemalenca.
Va ser deixebla del miniaturista Francisco Cabrera, difusor del retrat burgès a Guatemala. Va ser premiada a diverses exposicions de pintura de la Societat Econòmica d'Amics del País. sostenidora d'una escola de dibuix. Posteriorment, va estar present el 1846 a les exèquies en honor a Cabrera un any després de la seva mort. Va realitzar un retrat del seu mestre, que després va donar a la societat esmentada, que va ser col·locat al saló principal de la seu de l'entitat. Juntament amb els altres deixebles, Santa Cruz no va arribar a assolir el nivell artístic del seu mestre.